# Vestec, Náchod
Vestec là một làng thuộc huyện Náchod, vùng Královéhradecký, Cộng hòa Séc.